# Nature morte à l'assiette d'abricots
La Nature morte à l'assiette d'abricots, aux cerises, au pain et au vin est une huile sur toile (48 x 35 cm) de Luis Meléndez (1716-1780) datée de 1765 et conservée dans une collection privée européenne. Elle est datée et signée sur le rebord de la table à droite.

## Description
Meléndez présente dans une ambiance sombre sur un fond neutre une nature morte sur une table de bois de cuisine. C'est une composition géométrique dans une lumière vespérale. Au premier plan, le spectateur distingue une assiette blanche contenant deux douzaines d'abricots au moins qui illuminent la scène et dont deux abricots sont sortis de l'assiette. Cinq cerises ajoutent une légère note d'un rouge brillant. Les deux miches superposées de pain rondes derrière l'assiette donnent à Meléndez l'occasion de démontrer sa grande maîtrise des dégradés de blond en accord avec le duveté jaune pâle et doucement orangé des abricots et les volumes ronds du premier plan. 
Au second plan, des récipients donnent de la hauteur à la composition. Il s'agit à gauche d'un tonnelet de rafraîchissement d'où dépasse un long col de verre (bouché d'un bout de tissu blanc), au milieu d'une bouteille de vin rouge fort sombre et à au fond à droite d'un pichet de céramique brune devant un saladier de céramique brune d'Alcorcón recouvert d'une assiette de faïence blanche renversée. Ces objets dans l'ombre sont délicatement touchés de légers rais de lumière verticaux (reflets du verre et glaçage de la céramique). L'art du clair-obscur est parfaitement démontré par Meléndez dans cette œuvre.

## Expositions
Ce tableau a notamment été montré au public à Dallas en 2001 pour l'exposition de réouverture du Meadows Museum.